# O-I超重型坦克
O-I（試製120t超重戰車）是大日本帝國陸軍試做的超重型坦克，只生產了1輛。

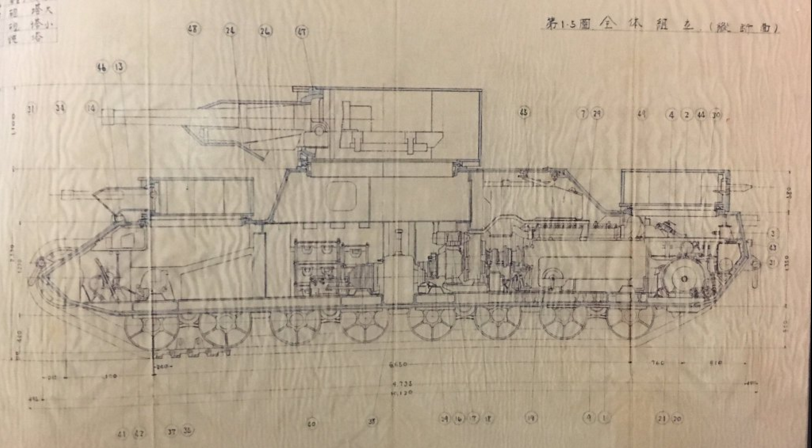
O-I構造圖

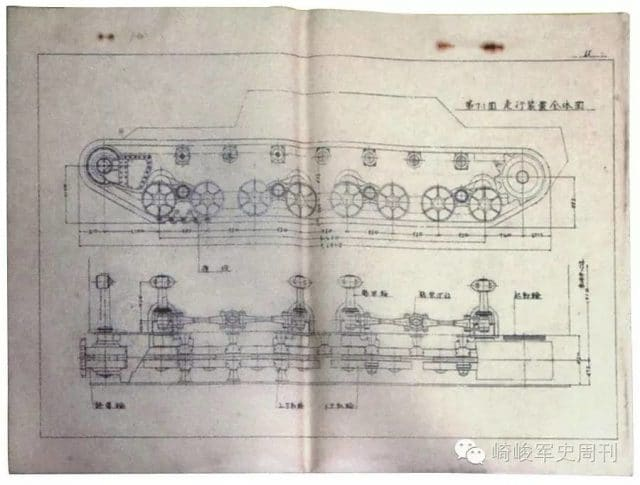
O-I履帶構造圖

## 概要
O-I型超重戰車以打擊敵方坦克為主要任務，是百式重戰車的發展型號，同樣為多炮塔結構，在主炮塔前方有兩座各安裝1門47毫米戰車炮的副炮塔，後方的副炮塔安裝兩挺97式7.7毫米車載重機槍。主炮為1門150毫米加農炮，並有半自動裝彈機。
裝甲方面，砲塔正、側、後面厚度皆為150毫米，車體正面150毫米、側面70毫米、後面150毫米、頂部30毫米、底部20毫米。原型車上使用的裝甲材料是低碳鋼。根據工程師的解釋，正面裝甲厚度為75毫米，並使用數十個螺栓附加額外的75毫米裝甲。側面在35毫米的基礎上再增加35毫米，目標是達到70毫米。車內高度足以站立和行走，駕駛室、中央戰鬥艙和後發動機艙均由16毫米鋼板隔開。防禦力遠超越日本過去與當時（含未成、開發中）所有的戰車。

日軍預定把這款超重戰車用於本土決戰，但通過測試准許量產後不久，戰爭就結束了，唯一一輛生產車被日軍自行銷毀。但因為並無相關照片,也未有測試報告或相關人員的報告等資料，所以是否真有實車這點尚有爭議。

## 登場作品
- 《兵者詭道》
- 《二十面相少女》
- 《大戰略 ～鋼鐵戰風～》
- 《戰車世界》
- 《少女与战车》